# Lourenço Tiepolo

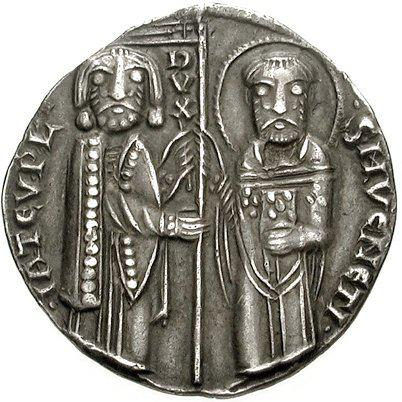
Grosso de Lorenzo Tiepolo

Lorenzo Tiepolo (m. 15 de agosto de 1275) foi doge da República de Veneza de 1268 até sua morte.

## Biografia

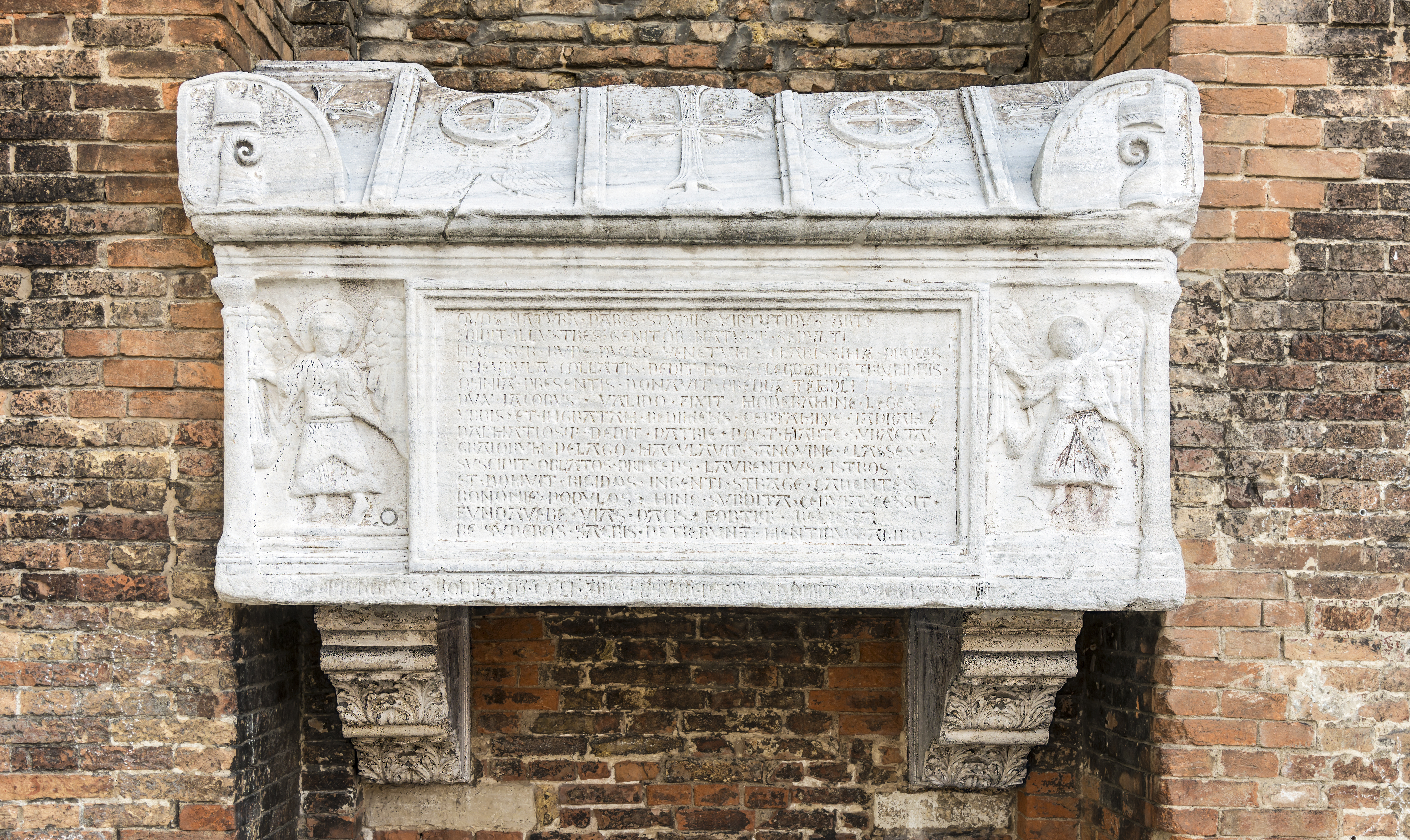
Jacopo and Lorenzo Tiepolo's ark

Nascido em Veneza, Lorenzo Tiepolo era filho do Doge Jacopo Tiepolo. Tiepolo demonstrou habilidade como comandante quando, durante a Guerra de São Sabas com Gênova, derrotou os genoveses na Batalha do Acre em 1258. Serviu também como podestà de Fano.
Em 1262, ele participou da negociação de paz entre Veneza e o príncipe Guilherme de Villehardouin, cujo vassalo ele era para as ilhas de Skopelos e Skyros, no rescaldo da Guerra da Sucessão de Eubeote.
Em 1268, após a morte de Reniero Zeno, Lorenzo foi eleito doge em 23 de julho daquele ano, com 25 votos em 41. Embora amado pela população, ele atraiu a hostilidade da nobreza veneziana por seu nepotismo em relação a seus filhos. O cargo de Cancellier Grande ("Grande Chanceler") foi, portanto, criado para impedir tal comportamento.
Em 1270, um tratado de paz foi assinado com Gênova em Cremona, confirmando a predominância veneziana no Mar Adriático; no entanto, no mesmo ano, uma guerra eclodiu entre Veneza e uma liga de cidades italianas, incluindo Bolonha, Treviso, Verona, Mântua, Ferrara, Cremona, Recanati e Ancona devido a disputas comerciais. Depois de um revés inicial em 1271, os venezianos foram capazes de recuperar a vantagem e os termos de paz foram favoráveis a Veneza.
Sob seu dogado, em 1273, Marco Polo iniciou sua viagem à China. Ele não retornou até 1295.
Tiepolo morreu em Veneza em 1275 e foi enterrado com seu pai na igreja dominicana de San Zanipolo.

## Família
Sua primeira esposa era, de acordo com tradições conflitantes, "ou a filha do rei da Romênia ou de Boemundo de Brienne, governante da Ráscia".  Provavelmente viúvo, casou-se antes de 1262 com sua segunda esposa, Marchesina Ghisi, filha de Geremia Ghisi.
Teve dois filhos do segundo casamento, Giacomo e Pietro.